# Someday (singel OneRepublic)
„Someday” – utwór amerykańskiego zespołu OneRepublic, który został wydany 27 października 2021 jako ostatni singel z albumu, Human (2021). Autorami piosenki są członkowie zespołu, Ryan Tedder i Brent Kutzle, a także Steven Mudd, Tyler Spry oraz Josh Varnadore. Za produkcję odpowiadają Kutzle i Spry. Na wersji deluxe albumu Human znalazła się także akustyczna wersja utworu.
27 sierpnia 2021 ukazał się teledysk do piosenki, w reżyserii Milesa Cable oraz Issaca Rentza. 

## Pozycje na listach i certyfikaty

### Notowania tygodniowe
| Notowanie (2021)                | Najwyższa pozycja |
| ------------------------------- | ----------------- |
| Nowa Zelandia (Hot 40 Singles)  | 13                |
| Szwajcaria (Single - Hitparade) | 78                |

### Certyfikaty
| Kraj                         | Certyfikat  |
| ---------------------------- | ----------- |
| Australia (ARIA)             | złota płyta |
| Brazylia (Pro-Música Brasil) | złota płyta |
| Polska (ZPAV)                | złota płyta |
| Włochy (FIMI)                | złota płyta |